# Ernstig meervoudig beperkt
Een ernstige meervoudige beperking (EMB) is een combinatie van verschillende handicaps. Naast een ernstige lichamelijke beperking is er ook sprake van een ernstige verstandelijke beperking.
Het spectrum bij EMB-kinderen is heel breed en de ontwikkeling kan heel divers verlopen. Sommige kinderen hebben een ernstige stoornis in de hersenaanleg. Kinderen met een EMB ontwikkelen zich vaak wel, al kan het soms heel langzaam gaan.